# Branko Žutić
Branko Žutić (ur. 1932 w Dełczewie – zm. 2003) – serbski trener piłkarski, selekcjoner reprezentacji Togo, reprezentacji Nigerii i reprezentacji Kamerunu.

## Kariera trenerska
Pierwszym klubem w karierze trenerskiej Žuticia był OFK Mladenovac, który prowadził w latach 1961-1964. W latach 1964–1965 był trenerem FK Pelister. Następnie dwukrotnie ponownie prowadził OFK Mladenovac, w latach 1965-1968 i 1969-1975. W 1975 roku wyjechał do Afryki. W latach 1975–1976 był szkoleniowcem ghańskiego Asante Kotoko SC. W 1976 roku zatrudniono go jako selekcjonera reprezentacji Togo. W latach 1978–1979 pełnił rolę trenera nigeryjskiego Enugu Rangers oraz selekcjonera reprezentacji Nigerii (wraz Otto Glórią).
W 1980 roku Žutić został selekcjonerem reprezentacji Kamerunu. Awansował z nią na Puchar Narodów Afryki 1982 oraz Mistrzostwa Świata 1982. Odpadł jednak z Pucharu Narodów Afryki po fazie grupowej i nie poprowadził już Kamerunu w Mistrzostwach Świata. W latach 1982–1984 prowadził Canon Jaunde, a w latach 1984-1985 ponownie OFK Mladenovac.